# Катастрофа Ан-12 под Харьковом
Катастрофа Ан-12 под Харьковом — авиационная катастрофа, произошедшая в среду 25 сентября 1985 года в 31 километре от Харькова. Военно-транспортный самолёт Ан-12, принадлежавший КнААПО, выполнял грузовой рейс по маршруту Днепропетровск—Москва—Комсомольск-на-Амуре, но через несколько минут на борту самолёта начался пожар, а через 4 минуты после этого он рухнул на землю около села Ракитное Нововодолажского района Харьковской области. Погибли все находившиеся на его борту 9 человек — 6 членов экипажа и 3 пассажира.

## Самолёт
Ан-12 (регистрационный номер СССР-69321, заводской 1901708, серийный 17-08) был выпущен Иркутским авиационным заводом № 39 31 августа 1961 года. В том же году совершил свой первый полёт и был передан неизвестной авиакомпании. 29 апреля 1976 года начал эксплуатироваться КнААПО (МАП СССР). Оснащён четырьмя турбовинтовыми двигателями АИ-20М производства Пермского моторного завода. На день катастрофы совершил 5707 циклов «взлёт-посадка» и налетал 14 251 час.

## Хронология событий
Ан-12 борт СССР-69321 выполнял грузовой рейс из Днепропетровска в Комсомольск-на-Амуре с промежуточной посадкой в Москве. Самолётом управлял экипаж из 6 человек (командир воздушного судна (КВС), второй пилот, штурман, бортмеханик, бортрадист и бортпроводник), также на борту самолёта находились 3 служебных пассажира-авиатехника.
Ночью 25 сентября 1985 года борт СССР-69321 вылетел из Днепропетровска и занял эшелон 7500 метров. Вскоре в грузовом отсеке самолёта началась непрерывная интенсивная утечка авиатоплива и начался пожар. Пилоты доложили о пожаре авиадиспетчеру, он разрешил снижение, сообщил курс посадки и круг полётов в аэропорту Харькова. Огонь на борту самолёта перекинулся к мотогондоле и крылу, что привело к невозможности ликвидации пожара автоматической системой пожаротушения. Во время снижения самолёта КВС передал: Потеряли управление, падаем; это было последнее радиосообщение с борта СССР-69321.
Обломки самолёта были найдены в 6,5 километрах западнее села Ракитное Нововодолажского района Харьковской области и в 31 километре юго-западнее аэропорта Харьков. Самолёт рухнул на поле под углом (близким к 90°) в перевёрнутом положении и от удара о землю полностью разрушился и частично сгорел. Всего от сообщения КВС о пожаре до сообщения о потере управления прошло 4 минуты и 55 секунд. Все 9 человек на борту самолёта погибли.

## Расследование
Из-за сильного разрушения самолёта и пожара на месте катастрофы установить точное место утечки, характер неисправности и причину, которая привела к утечке авиатоплива, так и не удалось. Но при этом комиссии удалось установить, что местами утечки авиатоплива стали дюритовые соединения перед или за перекрывным пожарным краном двигателя № 1. Причиной катастрофы комиссия признала техническую неисправность.